# David Arora
David Arora (n. 23 de octubre de 1952) es un naturalista, escritor, y micólogo estadounidense.
Ha sido el autor de dos populares libros sobre la identificación de setas: Mushrooms Demystified y All That the Rain Promises and More... («Todo lo que la lluvia promete y más»).
Arora se interesó en setas silvestres mientras se criaba en Pasadena, California y organizaba su primer grupo de colecciones de setas, ya en la secundaria. Comenzó a enseñar sobre setas silvestres a principios de los 1970s, mientras vivía en Santa Cruz, California. Arora ha explorado extensamente a través de Norteamérica y del mundo, fotografiando y cosechando setas y aprendiendo acerca de las tradiciones orales de setas y de las economías de diferentes culturas.
En 1979 se edita por primera vez Mushrooms Demystified, republicada en una edición revisada y sustancialmente ampliada en 1986. Con la 1.ª edición de Mushrooms Demystified hubo algunas revisiones iniciales negativas entre algunos micólogos académicos, para en la edición revisada es un texto clave sobre setas y altamente recomendado por micólogos. Un libro menor, All That the Rain Promises and More..., le siguió en 1991.
Además de sus guías de campo, ha escrito varios artículos sobre el cultivo personal y comercial de setas, su función en el desarrollo económico de las comunidades rurales, y acerca de los conflictos relacionados con la ética conservacionista y la cosecha de setas.
Arora también ha sido autor o contribuyente a varios artículos sobre taxonomía fúngica. En 1982 fue coautor de una extensa descripción de las especies de phallaceae como clathrus archeri, documentando su primera aparición en Norteamérica, una extensa fructificación de esta especie en su área hogareña de Santa Cruz. En 2008 fue el autor principal de dos artículos sobre revisiones taxonómicas del cantharellus cibarius californiano y de varias especies del complejo boletus edulis hallado en California.
Cantharellus cibarius fue descrito en distintas especies: cantharellus californicus, mientras varias porcini californianas fueron descritas en distintas especies o subespecies: boletus edulis var. grandedulis, boletus regineus (formalmente descripta como boletus aereus), y boletus rex-veris (como boletus pinophilus). El hongo agaricus arorae es llamado así en honor a David Arora. En su libro All that the Rain Promises and More..., Arora anota que «“sangran” realmente como su homónimo cuando se cortan» haciendo una referencia a la tendencia de algunas especies de agaricus (incluyendo A. arorae) a mezclarse o teñir de rojo al cortarla.

## Algunas publicaciones

### Libros
- david Moore, marijke m. Nauta, shelley e. Evans. 2008. 00Fungal Conservation: Issues and Solutions. Vol. 22 de British Mycological Society Symposia. Edición ilustrada de Cambridge Univ. Press, 276 pp. ISBN 0521048184 en línea

- -------------------. 1991. All That the Rain Promises and More: A Hip Pocket Guide to Western Mushrooms. Edición ilustrada de Ten Speed Press, 288 pp. ISBN 0898153883

- jeannette Bowers, david Arora. 1984. Mushrooms of the World with Pictures to Color («Hongos del mundo con dibujos para colorear»). Dover pictorial archive series. Ed. Courier Dover Publ. 48 pags. ISBN 0-486-24643-4 en línea

- ----------------------------, ----------------. 1984. Mushrooms of the World Coloring Book («Hongos del mundo - Libro para colorear»). Ed. San Val, Inc. ISBN 0-613-84906-X

- david Arora. 1973. Fungal jungle: lesson, possession, obsession, or profession? («Selva de hongos: ¿lección, posesión, obsesión o profesión?») 64 pp.

## Honores

### Eponimia
- Agaricus arorae Kerrigan[16]

- La abreviatura «D.Arora» se emplea para indicar a David Arora como autoridad en la descripción y clasificación científica de los vegetales.[17]